# Sulla mia testa
Sulla mia testa (Just Above My Head) è il sesto ed ultimo romanzo dello scrittore statunitense James Baldwin, pubblicato per la prima volta nel 1979. È diviso in cinque libri (Abbiate pietà, La città delle dodici porte, Il cantante di gospel e Le porte dell'inferno), ognuno dei quali introdotto da versi tratti da canzoni popolari gospel.

## Trama
Voce narrante del romanzo è Hall, il quale ha appena ricevuto la notizia della morte del fratello Arthur, prematuramente scomparso a 39 anni in un bagno di un pub a Londra. 
La storia si apre nella Harlem dei primi anni cinquanta: Hall è un giovane di colore che si guadagna da vivere lavorando come spedizioniere. Il fratello sedicenne, Arthur, assieme agli amici Red, Crunch e Peanut forma il quartetto musicale gospel The Trumpets of Zion (letteralmente: Le trombe di Sion), con il quale si esibisce regolarmente in diverse chiese. In occasione di una di queste esibizioni Arthur e Hall conoscono la famiglia di Julia, una predicatrice bambina, e Jimmy, suo fratello.
Dotata di grande fede, Julia impedisce categoricamente alla famiglia di far visitare la madre malata dai dottori, nei quali non ripone nessuna fiducia: la madre, ricoverata troppo tardi, muore. Hall viene chiamato alle armi nella guerra di Corea, Arthur comincia una tournée con il gruppo, Jimmy viene mandato a New Orleans dalla nonna e Julia, che smette di predicare, viene violentata dal padre ubriaco. 
Nel frattempo, Arthur si innamora, ricambiato, di Crunch. Quest’ultimo, poco prima di partire per la guerra, incontra Julia e ha una breve relazione con lei. La ragazza continua a vivere con il padre e a subirne gli abusi, e durante l'assenza di Crunch lei e Arthur iniziano una stretta amicizia. Julia riesce ad andarsene in seguito ad un violento pestaggio da parte del padre, che le provoca un aborto: giunta a New Orleans, riesce a trovare lavoro come cameriera e a ricongiungersi con Jimmy.
Pochi anni dopo, tornato dalla guerra, Hall incontra Julia, da poco tornata con Jimmy a New York. La ragazza viene informata della sorte degli amici: Arthur, terminata la relazione con Crunch, è impegnato nella carriera da solista; Red ha intrapreso la strada della tossicodipendenza mentre Crunch lavora in una scuola. Peanut, attivista per i diritti civili, finirà assassinato. 
Hall e Julia cominciano una relazione, che terminerà a breve, mentre Arthur, oppresso dall'omofobia e dalla discriminazione razziale, si trasferisce in Francia, dove ha una breve relazione. Tornato negli Stati Uniti, incontra Jimmy, quest'ultimo divenuto pianista: i due intraprendono un lungo sodalizio sentimentale e lavorativo. Arthur acquista una certa notorietà, divenendo un volto noto del gospel nero; tuttavia, la sua vita si spezza improvvisamente per un attacco cardiaco. In seguito alla sua morte, i tre “superstiti” (Hall, Julia e Jimmy) si ritrovano a riflettere sulle storie di tutti loro.

## Personaggi
Hall MontanaFratello maggiore di Arthur, al momento della sua scomparsa è sposato con Ruth, e ha due figli, Tony e Odessa. Quando il figlio gli chiede chiarimenti sullo zio omosessuale, Hall gli confessa che egli stesso ha avuto delle esperienze con altri uomini, durante la guerra. In tutto il romanzo domina il suo attaccamento e il suo sentimento di protezione nei confronti del fratello minore, che guarda con una certa ansietà. Nonostante il matrimonio con Ruth, resta profondamente innamorato di Julia, con la quale ha una breve relazione.
Arthur MontanaProtagonista e alter ego-letterario di Baldwin, viene descritto come un ragazzo estremamente socievole, dolce ed emotivo. Oppresso dal clima di discriminazione sessuale e razziale, e successivamente sconvolto dalla morte dell’amico Peanut, si trasferisce per un breve periodo in Francia, dove ha una relazione con Guy, un francese. Il rapporto sentimentale con Jimmy e il fratello sono i suoi ultimi punti di riferimento; nei suoi ultimi anni diviene apatico, irritabile e angosciato. Gli abusi di alcool e droghe sono spesso causa dei litigi tra lui e il compagno; poco prima di morire, infatti, Arthur lascia Jimmy da solo a Parigi, dopo l'ennesimo litigio, per poi andare a Londra.
Julia MillerLa figura femminile di spicco del romanzo. Descritta inizialmente come una bambina antipatica e ostile, odiata dal fratello Jimmy, rimane profondamente turbata dalla morte della madre, di cui si prende la colpa per non averla fatta aiutare dai medici. L’evento le provoca un trauma tale da farle smettere l’attività di predicatrice e subire passivamente gli abusi sessuali del padre. Dopo essere riuscita ad allontanarsi da quest’ultimo, e a ricongiungersi con il fratello a New Orleans, lavora come cameriera e, saltuariamente, prostituta. Notata per la sua bellezza, diventa una fotomodella e ha una breve relazione con Hall, per poi lasciarlo e partire per l’Africa. Al momento della morte di Arthur vive a New York con il fratello.
Jimmy MillerFratello minore di Julia, è l'ultimo (e probabilmente il più importante) compagno di Arthur. Da piccolo viene descritto come taciturno e ombroso, con una profonda avversione nei confronti della sorella ed una certa ammirazione nei confronti di Arthur, per la sua gentilezza e avvenenza. Al suo ritorno a New York assieme alla sorella, si presenta come un giovane estremamente bello, disinibito e socievole; comincia a frequentare Arthur, inizialmente a causa della sua professione di pianista, in seguito i due intraprendono una relazione amorosa. Alla morte del compagno, Jimmy rifiuta diverse proposte di alcuni registi di fare dei film sulla vita di Arthur (a suo dire offensivi) e decide di viaggiare da solo negli Stati Uniti, alla ricerca di se stesso.
CrunchFiglio di una prostituta e maggiore di cinque fratelli, viene descritto come un giovane molto affascinante, coraggioso e vivace.  L'esperienza della guerra lo segnerà profondamente: tronca la relazione con Arthur (probabilmente la sua unica esperienza omosessuale) e finisce per avere una crisi nervosa, che lo porta ad essere ricoverato in un manicomio.
PeanutParticolarmente legato ad Arthur e Hall, vive ad Harlem con la nonna, poiché orfano.. Riesce ad evitare la chiamata alle armi per un difetto alla vista e va a Washington, dove si avvicina all'attivismo per i diritti civili. È l’unico del quartetto a rimanere vicino ad Arthur durante la sua carriera da solista.
RedCugino e migliore amico di Peanut, nella guerra di Corea sviluppa una forte tossicodipendenza, che lo porterà ad allontanarsi da tutti e vivere di furti, espedienti e vagabondaggi. All'inizio del libro viene descritto come un uomo ormai alla deriva, in cura per disintossicarsi dall'eroina, dopo essere uscito nuovamente di prigione.
TonyIl figlio quindicenne (all'epoca della morte dello zio) di Hall e Ruth. Adolescente goffo e sensibile, nel primo capitolo del libro chiede al padre chiarimenti riguardo l'omosessualità dello zio.
OdessaSorella minore di Tony, non ha grande spazio nel romanzo; Hall la descrive come un'adolescente destinata ad essere molto bella, poiché somigliante alla nonna paterna.
RuthLa moglie di Hall. Donna semplice e di solidi principi, è una figura positiva nella vita del marito; tuttavia, durante la narrazione della storia egli confessa che il suo vero grande amore è stato unicamente Julia. Nonostante questo, è profondamente legato alla moglie, che ha sposato quando era incinta del primogenito.
Guy LazarSi presenta come un uomo molto sicuro di sé, che conosce Arthur in un locale parigino. I due intraprendono una breve relazione, accomunati dalla passione per la musica jazz e blues.

## Tematiche
Il romanzo è pervaso dalle tematiche dell’omofobia e del razzismo, quest’ultimo tema molto caro a James Baldwin (fu sostenitore e amico di Martin Luther King, Malcolm X e Medgar Evers, protagonisti per la lotta ai diritti civili degli afroamericani negli anni cinquanta e sessanta). Vi sono molti riferimenti in particolare alle città di Birmingham (Alabama) e Atlanta, città fortemente segregazioniste; in quest’ultima Arthur, Hall e Peanut subiranno un’aggressione, culminata con la scomparsa di Peanut
L'omofobia è presente perlopiù nell'ultima parte: secondo la critica statunitense Lynn Orilla Scott la causa del declino morale e artistico di Arthur coincide con "un'omofobia corrosiva e interiorizzata'" che lo porta ad avere problemi con la famiglia, con Jimmy e nella sua carriera artistica, dove non trova più creatività.
Un'altra componente fondamentale dell'opera è la contrapposizione tra lo scetticismo e il profetismo, che coincide con Arthur, credente, e Hall, cinico e disilluso. Questo "conflitto" di visioni emerge anche nella questione politica affrontata dal romanzo: Hall è estremamente scettico nei confronti delle proteste e delle manifestazioni per i diritti degli afroamericani, e dichiara, amaramente, che con la morte di Peanut "[E quando] il sogno fu massacrato, e tutto quell'amore e quella fatica parvero sprecati, ci disperdemmo". Secondo il critico Christopher Z.Hobson, la morte di Peanut si riferirebbe, nella realtà, all'omicidio di Martin Luther King, evocata dalla parola "dream".
Le vite di tutti i personaggi del libro subiscono dei cambiamenti a causa della guerra: i casi più estremi sono Crunch e Peanut, che torneranno irrimediabilmente segnati dall'esperienza delle armi in Corea. Viene nominata anche la guerra d'Algeria (Guy, il compagno francese di Arthur, afferma di avervi partecipato) e, in generale, attraverso le parole di Hall c'è una forte critica alla società e al governo statunitense dell'epoca, che arruola i giovani di colore senza garantire loro i diritti civili in patria.
Con l’avanzare della storia, nei personaggi principali si manifestano diversi tratti autobiografici dell’autore: sia Arthur che Baldwin scelgono di andare a vivere in Francia per sfuggire alla discriminazione degli Stati Uniti. Anche la figura di Julia è plasmata sui vissuti reali dell'autore, il quale per un breve periodo fu un predicatore bambino presso una chiesa pentecostale e subì diversi abusi sessuali da parte del patrigno.

## Riferimenti culturali
Nel romanzo vengono nominati numerosissimi cantanti, perlopiù jazz: durante la visita della famiglia Montana ai Miller, a Natale, le due famiglie ascoltano White Christmas di Nat King Cole; vengono menzionati Billie Holiday, Ella Fitzgerald, Charlie Parker, Louis Armstrong, Django Reinhardt, Bessie Smith, e la cantante gospel Mahalia Jackson.

## Edizioni
- Just Above My Head, New York, Dial Press, 1979.
- Sulla mia testa, traduzione di Pier Francesco Paolini, Collezione Letteraria, Milano, Bompiani, ottobre 1979,  p. 493. - Collana Narrativa, Trezzano sul Naviglio, 1980; Milano, Club degli Editori, 1980.